# 総和町
総和町（そうわまち）は、茨城県西部、猿島郡にあった町である。旧・下総国葛飾郡。

## 概要
利根川北岸の台地（猿島台地）を占め、米、野菜栽培の盛んな農村地帯であるが、南北に国道4号と新4号国道が、東西に国道354号と国道125号が通じ、宇都宮線の古河駅（古河市）に近いため工業が進出、工業地化が著しい。関東地方の中心付近に位置する町であった。
町名は、当町の町域がかつての下総国の内だったことからと、合併各村の和を願ったことから名付けられた。
2005年9月12日に古河市、三和町とともに合併し、新しい古河市となった。なお、消滅時点で茨城県の郡部で最も人口が多かった自治体であった。
なお、現・古河市役所本庁舎は旧総和町役場庁舎を利用している。

## 地理
- 山:
- 河川:利根川（赤堀川）
- 池沼:大山沼・釈迦沼・水海沼・長井戸沼

### 隣接していた自治体
- 茨城県
  - 古河市
  - 猿島郡
    - 五霞町
    - 三和町
    - 境町
- 栃木県
  - 下都賀郡
    - 野木町

## 歴史

### 年表
- 1889年（明治22年）4月1日 - 町村制施行。西葛飾郡に岡郷村・香取村・勝鹿村・桜井村が成立。
- 1953年（昭和28年）5月18日 – 国道125号が制定。
- 1955年（昭和30年）3月16日 - 岡郷村・香取村・勝鹿村・桜井村が合併し、総和村となる。
- 1968年（昭和43年）1月1日 - 町制を施行し、総和町となる。
- 1981年（昭和56年）4月1日 - 新利根川橋が開通。
- 1992年（平成4年）4月8日 - 新4号国道が全線開通。
- 1993年（平成5年）4月1日 - 国道354号（館林市 - 大洋村間）が制定。
- 2005年（平成17年）9月12日 - 隣接している古河市・三和町と合併し、新しい古河市となる。

### 行政区域変遷
- 変遷の年表

| 総和町町域の変遷（年表） | 総和町町域の変遷（年表） | 総和町町域の変遷（年表） |
| 年                       | 月日                     | 旧総和町町域に関連する行政区域変遷 |
| ------------------------ | ------------------------ | --- |
| 1889年（明治22年）       | 4月1日                   | 町村制施行により、以下の町村がそれぞれ発足。 - 西葛飾郡 - 香取村 ← 駒羽根村・釈迦村・磯部村・前林村・上砂井村・砂井新田・水海村 - 桜井村 ← 高野村・久能村・柳橋村・葛生村・下大野村 - 勝鹿村 ← 下辺見村・上辺見村・東牛谷村・西牛谷村・女沼村・大堤村 - 岡郷村 ← 小堤村・上大野村・関戸村・稲宮村 |
| 1896年（明治29年）       | 3月29日                  | 西葛飾郡は猿島郡に編入。 |
| 1916年（大正5年）        |                          | 香取村の一部（釈迦・前林の各一部）は五霞村に編入。 |
| 1955年（昭和30年）       | 3月16日                  | 香取村・桜井村・勝鹿村・岡郷村は合併し総和村が発足。 |
| 1968年（昭和43年）       | 1月1日                   | 総和村が町制施行し総和町となる。 |
| 2005年（平成17年）       | 9月12日                  | 総和町は古河市・三和町とともに合併し古河市が発足。総和町は消滅。 |

- 変遷表

| 総和町町域の変遷表（※細かな境界の変遷は省略） | 総和町町域の変遷表（※細かな境界の変遷は省略） | 総和町町域の変遷表（※細かな境界の変遷は省略） | 総和町町域の変遷表（※細かな境界の変遷は省略） | 総和町町域の変遷表（※細かな境界の変遷は省略） | 総和町町域の変遷表（※細かな境界の変遷は省略） | 総和町町域の変遷表（※細かな境界の変遷は省略） | 総和町町域の変遷表（※細かな境界の変遷は省略） | 総和町町域の変遷表（※細かな境界の変遷は省略） | 総和町町域の変遷表（※細かな境界の変遷は省略） |
| 1868年 以前                                   | 1868年 以前                                   | 1868年 以前                                   | 明治22年 4月1日                               | 明治22年 - 昭和19年                           | 昭和20年 - 昭和64年                           | 昭和20年 - 昭和64年                           | 平成元年 - 現在                               | 現在                                          |                                               |
| --------------------------------------------- | --------------------------------------------- | --------------------------------------------- | --------------------------------------------- | --------------------------------------------- | --------------------------------------------- | --------------------------------------------- | --------------------------------------------- | --------------------------------------------- | --------------------------------------------- |
| 葛飾郡 （西葛飾郡）                           |                                               | 駒羽根村                                      | 香取村                                        | 明治29年3月29日 猿島郡に編入                  | 昭和30年3月16日 総和村                        | 昭和43年1月1日 町制                           | 平成17年9月12日 古河市                        | 古河市                                        |                                               |
| 葛飾郡 （西葛飾郡）                           | 釈迦村                                        |                                               | 香取村                                        | 明治29年3月29日 猿島郡に編入                  | 昭和30年3月16日 総和村                        | 昭和43年1月1日 町制                           | 平成17年9月12日 古河市                        | 古河市                                        |                                               |
| 葛飾郡 （西葛飾郡）                           | 磯部村                                        |                                               | 香取村                                        | 明治29年3月29日 猿島郡に編入                  | 昭和30年3月16日 総和村                        | 昭和43年1月1日 町制                           | 平成17年9月12日 古河市                        | 古河市                                        |                                               |
| 葛飾郡 （西葛飾郡）                           | 前林村                                        |                                               | 香取村                                        | 明治29年3月29日 猿島郡に編入                  | 昭和30年3月16日 総和村                        | 昭和43年1月1日 町制                           | 平成17年9月12日 古河市                        | 古河市                                        |                                               |
| 葛飾郡 （西葛飾郡）                           | 上砂井村                                      |                                               | 香取村                                        | 明治29年3月29日 猿島郡に編入                  | 昭和30年3月16日 総和村                        | 昭和43年1月1日 町制                           | 平成17年9月12日 古河市                        | 古河市                                        |                                               |
| 葛飾郡 （西葛飾郡）                           | 砂井新田                                      |                                               | 香取村                                        | 明治29年3月29日 猿島郡に編入                  | 昭和30年3月16日 総和村                        | 昭和43年1月1日 町制                           | 平成17年9月12日 古河市                        | 古河市                                        |                                               |
| 葛飾郡 （西葛飾郡）                           | 水海村                                        |                                               | 香取村                                        | 明治29年3月29日 猿島郡に編入                  | 昭和30年3月16日 総和村                        | 昭和43年1月1日 町制                           | 平成17年9月12日 古河市                        | 古河市                                        |                                               |
| 葛飾郡 （西葛飾郡）                           |                                               | 高野村                                        | 桜井村                                        | 明治29年3月29日 猿島郡に編入                  | 昭和30年3月16日 総和村                        | 昭和43年1月1日 町制                           | 平成17年9月12日 古河市                        | 古河市                                        |                                               |
| 葛飾郡 （西葛飾郡）                           | 久能村                                        |                                               | 桜井村                                        | 明治29年3月29日 猿島郡に編入                  | 昭和30年3月16日 総和村                        | 昭和43年1月1日 町制                           | 平成17年9月12日 古河市                        | 古河市                                        |                                               |
| 葛飾郡 （西葛飾郡）                           | 柳橋村                                        |                                               | 桜井村                                        | 明治29年3月29日 猿島郡に編入                  | 昭和30年3月16日 総和村                        | 昭和43年1月1日 町制                           | 平成17年9月12日 古河市                        | 古河市                                        |                                               |
| 葛飾郡 （西葛飾郡）                           | 葛生村                                        |                                               | 桜井村                                        | 明治29年3月29日 猿島郡に編入                  | 昭和30年3月16日 総和村                        | 昭和43年1月1日 町制                           | 平成17年9月12日 古河市                        | 古河市                                        |                                               |
| 葛飾郡 （西葛飾郡）                           | 下大野村                                      |                                               | 桜井村                                        | 明治29年3月29日 猿島郡に編入                  | 昭和30年3月16日 総和村                        | 昭和43年1月1日 町制                           | 平成17年9月12日 古河市                        | 古河市                                        |                                               |
| 葛飾郡 （西葛飾郡）                           |                                               | 下辺見村                                      | 勝鹿村                                        | 明治29年3月29日 猿島郡に編入                  | 昭和30年3月16日 総和村                        | 昭和43年1月1日 町制                           | 平成17年9月12日 古河市                        | 古河市                                        |                                               |
| 葛飾郡 （西葛飾郡）                           | 上辺見村                                      |                                               | 勝鹿村                                        | 明治29年3月29日 猿島郡に編入                  | 昭和30年3月16日 総和村                        | 昭和43年1月1日 町制                           | 平成17年9月12日 古河市                        | 古河市                                        |                                               |
| 葛飾郡 （西葛飾郡）                           | 東牛谷村                                      |                                               | 勝鹿村                                        | 明治29年3月29日 猿島郡に編入                  | 昭和30年3月16日 総和村                        | 昭和43年1月1日 町制                           | 平成17年9月12日 古河市                        | 古河市                                        |                                               |
| 葛飾郡 （西葛飾郡）                           | 西牛谷村                                      |                                               | 勝鹿村                                        | 明治29年3月29日 猿島郡に編入                  | 昭和30年3月16日 総和村                        | 昭和43年1月1日 町制                           | 平成17年9月12日 古河市                        | 古河市                                        |                                               |
| 葛飾郡 （西葛飾郡）                           | 女沼村                                        |                                               | 勝鹿村                                        | 明治29年3月29日 猿島郡に編入                  | 昭和30年3月16日 総和村                        | 昭和43年1月1日 町制                           | 平成17年9月12日 古河市                        | 古河市                                        |                                               |
| 葛飾郡 （西葛飾郡）                           | 大堤村                                        |                                               | 勝鹿村                                        | 明治29年3月29日 猿島郡に編入                  | 昭和30年3月16日 総和村                        | 昭和43年1月1日 町制                           | 平成17年9月12日 古河市                        | 古河市                                        |                                               |
| 葛飾郡 （西葛飾郡）                           |                                               | 小堤村                                        | 岡郷村                                        | 明治29年3月29日 猿島郡に編入                  | 昭和30年3月16日 総和村                        | 昭和43年1月1日 町制                           | 平成17年9月12日 古河市                        | 古河市                                        |                                               |
| 葛飾郡 （西葛飾郡）                           | 上大野村                                      |                                               | 岡郷村                                        | 明治29年3月29日 猿島郡に編入                  | 昭和30年3月16日 総和村                        | 昭和43年1月1日 町制                           | 平成17年9月12日 古河市                        | 古河市                                        |                                               |
| 葛飾郡 （西葛飾郡）                           | 関戸村                                        |                                               | 岡郷村                                        | 明治29年3月29日 猿島郡に編入                  | 昭和30年3月16日 総和村                        | 昭和43年1月1日 町制                           | 平成17年9月12日 古河市                        | 古河市                                        |                                               |
| 葛飾郡 （西葛飾郡）                           | 稲宮村                                        |                                               | 岡郷村                                        | 明治29年3月29日 猿島郡に編入                  | 昭和30年3月16日 総和村                        | 昭和43年1月1日 町制                           | 平成17年9月12日 古河市                        | 古河市                                        |                                               |

## 行政
- 町長：白戸仲久（〜2005年9月11日まで）

## 交通

### 鉄道
町内に鉄道路線は通っていない。最寄り駅は、東日本旅客鉄道（JR東日本）東北本線（宇都宮線）の古河駅。駅はないが、東北新幹線が通っていた。

### 道路
- 一般国道
  - 国道4号
    - 新4号国道

  - 国道125号
  - 国道354号
- 主要地方道
  - 茨城県道56号つくば古河線
- 一般県道
  - 茨城県道124号新宿新田総和線
  - 茨城県道190号境間々田線
  - 茨城県道228号原中田線
  - 茨城県道250号古河総和線
  - 茨城県道294号東野田古河線